# Marie Cäcilie Heine
Marie Cäcilie Heine (geboren am 17. März 1778; gestorben am 8. Mai 1854), genannt Heinemöhn, war eine deutsche Bäuerin und Liedgutbewahrerin. Sie lebte in Menzenberg nahe Bad Honnef.

## Leben
Sie war die Tochter von Wilhelm Riffler oder Riveler (1744–1829) und dessen Frau Helena Gertrud Vreden (1749–1819) und stammte damit von alteingesessenen Familien der Gegend ab. In ihrer Jugend hatte die Weingutarbeiterin Marie Cäcilie Riffler zahlreiche Volkslieder auswendig gelernt und für die Nachwelt bewahrt. Sie heiratete 1808 Johann Peter Heinen (1783–1850), mit dem sie ein Weingut pachtete und zwischen 1809 und 1822 sechs Kinder hatte. Die drei Söhne starben in jungen Jahren, der letzte im Alter von 23.
Aufgrund ihrer Lebensweisheit und Intelligenz war Heine in der weiteren Umgebung als Heinemöhn (etwa: alte Mutter Heine) bekannt; sie bewahrte alte, lokale Sagen und Lieder. Der Philologe Karl Simrock, der in Menzenberg ein Weingut hatte, lernte sie nach 1840 kennen, bat sie, ihm ihr Liedgut vorzutragen und nannte sie begeistert von der Fülle ihrer Kenntnisse die „Menzenberger Nachtigall“. Seine 1851 erschienene Sammlung „Deutsche Volkslieder“ speiste sich maßgeblich aus dieser Quelle. Ein Porträt der Heinemöhn platzierte Simrock in seinem Studierzimmer.